# Théorie du télome
La théorie du télome est une explication possible de la mise en place des structures morphologiques complexes des plantes terrestres, à partir de structures plus simples (qu'on retrouve notamment chez des algues). Elle fut développée par Walter Zimmerman en 1930, et s'intègre dans un cortège de théories concernant la colonisation du milieu terrestre.
Un télome est défini comme un axe primitif, non ramifié, des premières plantes terrestres. Sur les plantes actuelles, il est l'unité élémentaire du cormus. Il prend naissance au niveau d'une bifurcation, au bout d'un autre télome, et se termine à l'extremité apicale de la tige ou à la base d'une autre bifurcation (voir image)
La théorie télomique s'appuie sur l'analyse de fossiles, qui révèleraient selon Zimmerman la mise en place de l'appareil végétatif des Tracheophytes (en particulier leurs racines, tiges, feuilles et sporanges) à partir de plantes primitives ressemblant aux genres Rhynia et Aglaophyton, selon cinq processus élémentaires : 

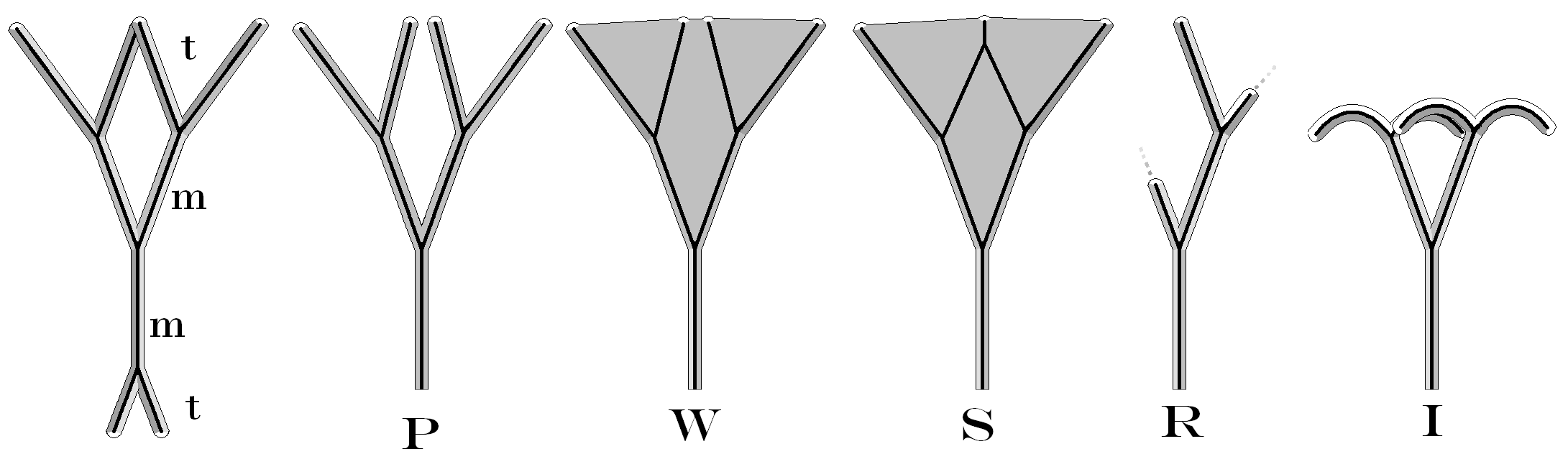

1. Différenciation : parmi des pousses initialement égales et symétriques, l'une se développe plus que l'autre, initiant la différenciation entre pousses principales et secondaires
2. Planation : des pousses initialement arrangées de façon tridimentionnelle se regroupent sur un même plan
3. Adhésion ou intercroissance : les pousses sur un même plan (suite à une planation par exemple) sont reliées par un tissu conjonctif (parenchyme) : se forme ainsi la feuille
4. Réduction : la dominance apicale de la plus forte des pousses conduit à une si faible croissance des pousses secondaires qu'elles régressent jusqu'à ce qu'on ne distingue plus qu'un axe unique
5. Incurvation : Les télomes terminaux se courbent vers le bas et forment ce qui devient le siège des sporanges

La théorie télomique reste valable aujourd'hui, en cela qu'elle décrit les étapes du développement de façon cohérente avec les observations phylogénétiques. Néanmoins, elle est surtout valable pour les plants adultes, dont l'ontogénèse (le développement à partir de la naissance) ne fut presque pas abordée par Zimmerman. Par ailleurs, des réserves ont été émises quant à l'applicabilité de la théorie pour expliquer l'évolution des Angiospermes, que Zimmerman expliquait à partir de "télomes primitifs".

## Liens Web
- Graphique des processus élémentaires selon Zimmermann.
- Reconstruction de Rhynia major .
- La flore de Rhynie Chert. Sur le serveur Web de l'Université d'Aberdeen, dernière consultation le 21 mars 2022.